# Sinister 2
Sinister 2 is een Amerikaanse horrorfilm uit 2015 onder regie van Ciarán Foy. De film is het vervolg op Sinister uit 2012.

## Verhaal
De voormalig hulpsheriff uit de eerste film onderzoekt de moord op de familie Oswalt, veroorzaakt door de demon Bughuul. Zijn zoektocht leidt naar de zorgzame moeder Courtney, die samen met haar twee zonen (tweeling) op de vlucht is voor haar ex Clint. De tweeling Dylan en Zach worden geconfronteerd met het bovennatuurlijke kwaad (Bughuul), waarvan Zach uiteindelijk de aangewezen persoon zal zijn om het voortbestaan van het kwade te waarborgen.

## Rolverdeling
- James Ransone als Voormalig hulpsheriff
- Shannyn Sossamon als Courtney Collins
- Robert Daniel Sloan als Dylan Collins
- Dartanian Sloan als Zach Collins
- Lea Coco als Clint Collins
- Tate Ellington als Dr. Stomberg
- John Beasley als Pater Rodriguez
- Lucas Jade Zumann als Milo
- Jaden Klein als Ted
- Laila Haley als Emma
- Caden Marshall Fritz als Peter
- Olivia Rainey als Catherine
- Nicholas King als Bughuul / Mr. Boogie